# Пуща (Куявсько-Поморське воєводство)
Пуща (пол. Puszcza) — село в Польщі, у гміні Венцборк Семполенського повіту Куявсько-Поморського воєводства.
Населення — 102 особи (2011).
У 1975-1998 роках село належало до Бидгощського воєводства.

## Демографія
Демографічна структура станом на 31 березня 2011 року:
|          | Загалом | Допрацездатний вік | Працездатний вік | Постпрацездатний вік |
| -------- | ------- | ------------------ | ---------------- | -------------------- |
| Чоловіки | 46      | 15                 | 26               | 5                    |
| Жінки    | 56      | 9                  | 37               | 10                   |
| Разом    | 102     | 24                 | 63               | 15                   |